# Camera lucida

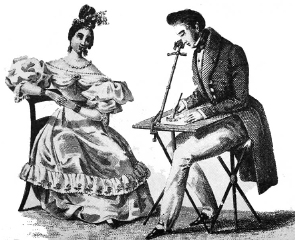
Ca. 1830 incisione che mostra l'utilizzo di una camera lucida.

La camera lucida è un dispositivo ottico utilizzato dagli artisti come ausilio per il disegno.

## Storia
Il brevetto risale al 1807 ed appartiene a William Hyde Wollaston. Esistono prove che la camera lucida fosse nient'altro che la reinvenzione di un dispositivo risalente ad almeno due secoli prima, descritto da Keplero nella sua opera Dioptrice (1611), nella quale spiegava il vantaggio di un obiettivo composto da due lenti, una divergente e una convergente. Dal XIX secolo l'invenzione di Keplero cadde nell'oblio, cosicché nessuno fece opposizione al brevetto di Wollaston. Il termine camera lucida (latino per "camera illuminata"), che richiama la ben più antica camera obscura (camera oscura), fu coniato dallo stesso Wollaston (cfr. Edmund Hoppe, Geschichte der Optik, Lipsia 1926).
Fino a poche decine di anni fa la camera lucida fu largamente utilizzata dai microscopisti fino a quando la fotomicrografia non divenne più economica. In molti casi le riproduzioni mediante la camera lucida sono molto più comprensibili rispetto alle corrispondenti micrografie; la maggior parte delle illustrazioni nei manuali di istologia e microanatomia sono disegni riprodotti con l'aiuto della camera lucida.
La camera lucida si può ancora trovare presso i negozi di articoli per l'arte ma non è molto diffusa.

## Caratteristiche
La camera lucida permette di sovrapporre otticamente l'immagine da ritrarre sulla superficie sulla quale si sta disegnando. L'artista può vedere contemporaneamente sia la scena che la superficie del disegno come in una doppia esposizione fotografica. Questo permette di trasferire i punti chiave dalla scena alla superficie di disegno, cosa di grande aiuto per un'accurata resa prospettica. L'artista può anche tracciare facilmente i contorni degli oggetti nella scena.
Utilizzando un foglio bianco, la scena sovrapposta tende a svanire: quindi è più efficace utilizzare carta nera e disegnare con una matita bianca.

## Principio di funzionamento
Non c'è alcuna similitudine ottica fra la camera lucida e la camera oscura. In particolare, la
camera lucida non richiede alcuna fonte di luce dedicata e non c'è proiezione dell'immagine.
Nella sua forma più semplice, la camera lucida è costituita da uno specchio semiargentato inclinato di 45° attraverso il quale l'artista osserva la superficie di disegno. In questo modo si sovrappone una visione diretta della superficie di disegno alla vista riflessa della scena posta di fronte all'artista. Lo strumento spesso include una debole lente negativa per avere un'immagine virtuale della scena più o meno alla stessa distanza dalla superficie di disegno in modo che siano entrambe a fuoco contemporaneamente.

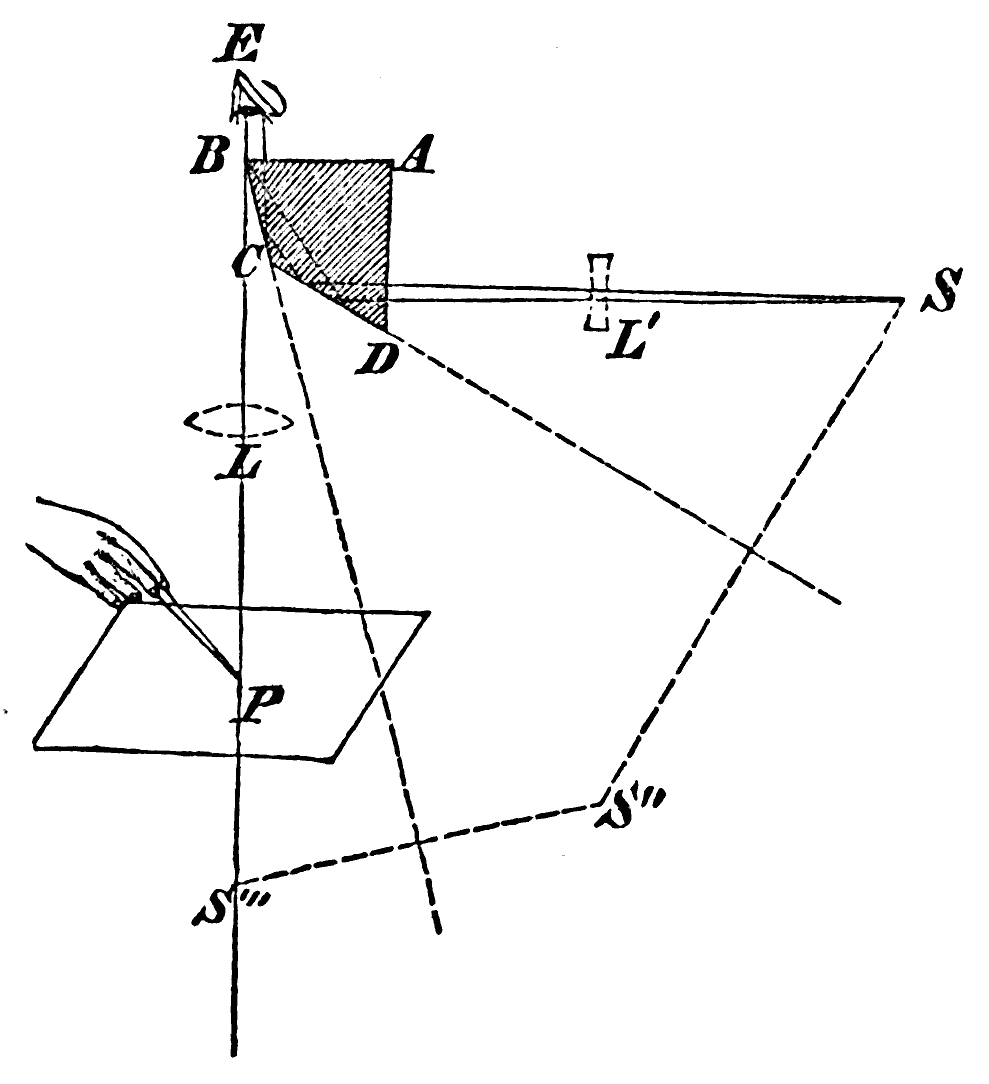
Ottica della camera lucida di Wollaston

L'originale camera lucida di Wollaston, come mostrata nel diagramma, usa un prisma eretto. Le scene, diretta e riflessa, vengono sovrapposte aggiustando l'apparato in modo che solo metà della pupilla dell'occhio E veda attraverso il prisma, guardando direttamente la superficie P da disegnare. L'altra metà vede un'immagine eretta del soggetto, riflessa da due lati del prisma ABCD. Le lenti L e L' equalizzano le distanze ottiche della superficie e dell'oggetto.

## Influenze nella cultura
- Mentre era in luna di miele in Italia, nel 1833, il pioniere della fotografia William Fox Talbot usò una camera lucida come supporto al disegno. Egli disse in seguito che fu l'insoddisfazione per i risultati ottenuti che lo incoraggiarono a cercare un modo per "far sì che queste immagini naturali si imprimessero durevolmente".

- Alla camera lucida è ispirato il titolo di un celebre saggio di Roland Barthes sull'arte della fotografia: La chambre claire: note sur la photographie, tradotto in italiano come La camera chiara, anche se le due espressioni francesi coincidono.

- Nel 2001, l'artista David Hockney creò notevoli controversie con il suo libro Secret Knowledge: Rediscovering the Lost Techniques of the Old Masters. In esso egli suggerisce che grandi artisti del passato, come Ingres, Van Eyck e Caravaggio non lavoravano a mano libera, ma erano guidati da apparecchiature ottiche, in particolare una che usava uno specchio concavo per proiettare le immagini reali. Le sue prove si basano interamente sulle caratteristiche dei dipinti stessi. Il suo lavoro può far sorgere un nuovo interesse nell'uso di apparecchiature ottiche come supporto al disegno.